# Oskar Trinks
Oskar Trinks (* 26. Januar 1873 in Dörnthal; † 8. Januar 1952 in Mössingen) war ein deutscher Politiker (SPD).

## Leben und Wirken
Trinks wurde als Sohn eines Maurers im Erzgebirge geboren. Nach dem Besuch der Volksschule in Dörnthal und Ullersdorf in den Jahren 1879 bis 1887 absolvierte Trinks eine Tischlerlehre. In den folgenden Jahren bereiste er als Handwerksbursche Thüringen, Bayern, Württemberg, Baden, Rheinland, Westfalen, Hannover, Braunschweig und weitere Städte. Von 1893 bis 1895 gehörte Trinks dem Infanterieregiment Nr. 113 an. Danach ließ er sich als Tischler in Durlach nieder, wo er bis 1905 in seinem Beruf arbeitete. Von 1900 bis 1907 saß er im Bürgerausschuss von Durlach, wo er 1911 auch Mitglied des Stadtverordnetenkollegiums in Karlsruhe war. 1905 wurde er Lagerverwalter beim neugegründete Durlacher Konsumverein. 1907 wurde er Sekretär bei der SPD Badens, in der er 1908 das Bezirksparteisekretariat für Mittelbaden mit Sitz in Karlsruhe übernahm, eine Funktion, die er bis 1932 ausübte. Zweimal, 1909 bis 1914 und 1927 bis 1928 gehörte er der Stadtverordnetenversammlung an.
1912 kandidierte Trinks im Wahlkreis Pforzheim-Durlach erfolglos für den Reichstag. 1909 und 1913 trat er, ebenfalls erfolglos, bei Stichwahlen im Wahlkreis Karlsruhe-Land für den Badischen Landtag an. Während des Ersten Weltkrieges kämpfte Trinks in Galizien, Mazedonien, den Karpaten und Frankreich.
Im Januar 1919 wurde Trinks in die Weimarer Nationalversammlung gewählt, der er bis zum Zusammentritt des ersten Reichstages der Weimarer Republik im Juni 1920 als Vertreter des Wahlkreises 33 (Baden) angehörte. 1926 wurde er Kreisratsmitglied. 1928 kam Trinks im Nachrückverfahren in den Badischen Landtag. Nachdem sein Mandat im Oktober 1929 bestätigt wurde, gehörte er dem badischen Parlament bis 1933 an.
Nach der nationalsozialistischen „Machtergreifung“ im Frühjahr 1933 versuchte Trinks Karlsruhe zu verlassen, um sich dem Zugriff der Nationalsozialisten zu entziehen. Im März und April 1933 wurde er im KZ Kislau gefangen gehalten. In den weiteren Jahren der NS-Herrschaft wurde er noch dreimal verhaftet. Das Ende des Zweiten Weltkriegs erlebte Trinks in Tübingen.
Nach dem Krieg beteiligte Trinks sich am Aufbau der Tübinger Ortskrankenkasse, während seine Ehefrau Emma zusammen mit Kunigunde Fischer und anderen den Wiederaufbau der Arbeiterwohlfahrt in Karlsruhe organisierte. 1950 ging Trinks in den Ruhestand. Er starb zwei Jahre später, 1952, in Mössingen.
Heute erinnert unter anderem die Oskar-Trinks-Straße in Leimen an Trinks Leben und politische Tätigkeit.